# Helado napolitano

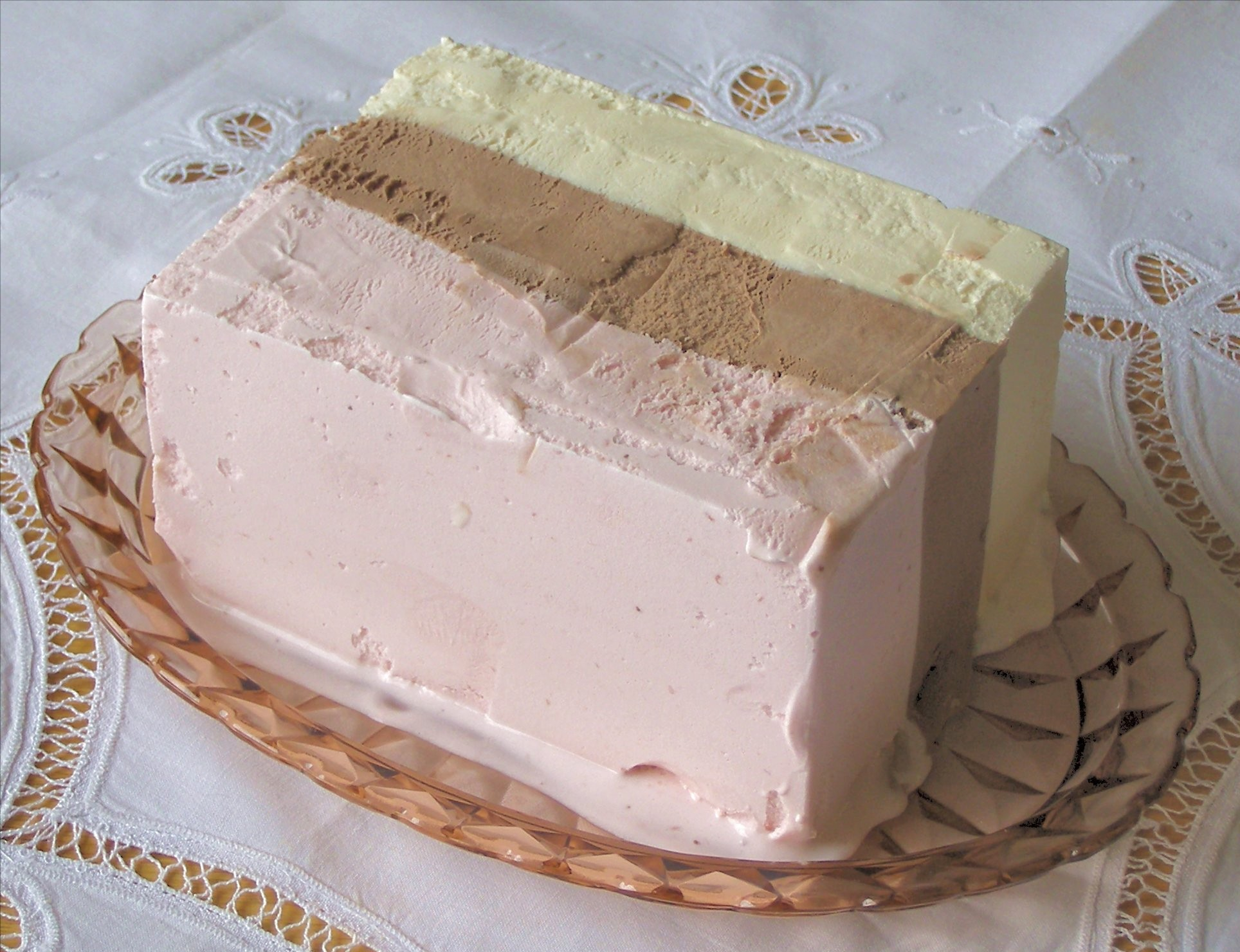
Bloque de helado napolitano.

El helado napolitano, corte de helado, helado trisabor, friselo cassata brick es aquel que está compuesto por tres capas diferentes de helado, chocolate, vainilla y fresa; juntas y sin separación entre ellas.
La receta recibió el nombre de helado napolitano en los Estados Unidos durante el siglo XX por un error que ligó la receta a la ciudad de Nápoles cuando se trata de una receta prusiana, y en homenaje a Hermann Ludwig Heinrich von Pückler-Muskau.
Las primeras recetas usaban diversos sabores, pero al final prevalecieron los tres juntos en el mismo molde. 
La primera receta original fue creada por el jefe de cocina de la casa real prusiana Louis Ferdinand Jungius en 1839, Pero el nombre original del helado napolitano es en alemán, y es Fürst-Pückler-Eis. 
En Argentina, Chile, Colombia y Uruguay, el helado napolitano es conocido como cassata o casata, conservando los tres sabores originales: fresa, chocolate y vainilla. En Uruguay también existe una versión alternativa que contiene chocolate, dulce de leche y sambayón. En Costa Rica existe una versión alternativa que incluye limon, vainilla y fresa.
En España es más conocido como helado de "tres gustos", y se suele tomar cortando una porción y poniéndola entre dos obleas de barquillo. Se come sujetando las obleas con la mano. También se puede servir en un plato, y en este caso, se come con cucharilla.
En México es conocido simplemente como helado napolitano y es un postre muy popular en restaurantes y en las populares "fondas" dónde son ofrecidos como postre al igual que el flan estilo napolitano.

## Pastel
En Australia hay un popular pastel conocido como pastel napolitano o mármol, elaborado con los mismos tres colores del helado napolitano revueltos en un patrón amarmolado, y normalmente cubiertos con un glaseado rosa.